# Krytyczna pedagogika miejsca
Krytyczna pedagogika miejsca jest próbą połączenia pedagogiki krytycznej z pedagogiką miejsca. 
Krytyczna pedagogika miejsca "jest reakcją przeciwko polityce i praktyce reform edukacyjnych, które lekceważą miejsca oraz nie badają przekonań na temat związków między edukacją a polityką rozwoju ekonomicznego".

## Cele
- dekolonizacja – transformacja kultury dominującej, naprawa i odnowienie tradycyjnych wzorów kulturowych tj. relacje międzypokoleniowe
- powtórne zasiedlanie – uczyć się żyć dobrze pod względem społecznym i ekologicznym